# StarS
StarS（スターズ）は、ミュージカル界を牽引する三人のミュージカル俳優による日本の男性音楽ユニット。

## 来歴
2012年にミュージカル俳優の井上芳雄、浦井健治、山崎育三郎の3人で結成。
2013年には初のコンサートとCDデビューを果たし、日本武道館でのコンサートも行う。この公演はミュージカル俳優としては初の単独コンサートである。
2014年に第5回岩谷時子賞・奨励賞を受賞。
2016年、WOWOWにてレギュラー番組『トライベッカ』が放送開始。

## メンバー
- 井上芳雄
- 浦井健治
- 山崎育三郎

※ 詳細プロフィールは各個人記事を参照。

## 主な出演

### コンサート
- 三大ミュージカルプリンスコンサート「StarS」（2013年5月、東急シアターオーブ、神奈川県民ホール、中日劇場、福岡市民会館、NHK大阪ホール）
- StarS ありがとう公演 〜みんなで行こう武道館〜（2013年11月11日、日本武道館）

### テレビ
- トライベッカ（2016年4月 - 9月、WOWOWプライム）[5][6]

### ラジオ
- StarSのオールナイトニッポンGOLD（ニッポン放送、2013年9月5日[7]・2014年11月20日）

## 主な作品

### ミニアルバム
- StarS（2013年5月8日、avex io）

### DVD
- StarS First Tour -Live at TOKYU THEATRE Orb（2014年2月12日、avex io）

### 書籍
- StarS武道館コンサート メモリアル・ブック（2014年1月23日、キネマ旬報社）